# Endofunzione
In matematica una endofunzione è una funzione avente il codominio contenuto o coincidente con il dominio.
In molti contesti risulta utile considerare l'insieme delle endofunzioni entro un dato insieme S, insieme che denotiamo, come talora si usa fare, con End(S).

## Prime classificazioni e primi esempi
Può essere opportuno sia considerare le endofunzioni entro insiemi ai quali non si assegna alcuna struttura, sia le endofunzioni entro insiemi strutturati. Dal primo punto di vista occorre distinguere le endofunzioni con dominio e codominio coincidenti dalle endofunzioni con codominio strettamente contenuto nel dominio; inoltre occorre distinguere le endofunzioni invertibili dalle non invertibili.
Le endofunzioni entro S con dominio e codominio coincidenti ed invertibili sono le permutazioni di S, ossia le funzioni biiettive di S con sé stesso. Un esempio di endofunzione con dominio e codominio coincidenti non invertibile è la endofunzione entro l'insieme degli interi naturali che ad ogni k= 0, 1, 2, 3, ... fa corrispondere la parte intera di k/2. Le endofunzioni entro un insieme finito con dominio e codominio coincidenti devono essere invertibili, cioè sono le permutazioni del codominio.
Tra le endofunzioni con codominio strettamente contenuto nel dominio ed invertibili si trova la funzione esponenziale considerata endofunzione entro l'insieme dei numeri reali. Tra le endofunzioni entro S con codominio strettamente contenuto nel dominio vi sono le funzioni costanti di S in sé stesso, chiamate anche collassi o 'resets'. Funzioni costanti e permutazioni costituiscono due casi estremi: le permutazioni hanno il codominio più esteso, l'intero S, le funzioni costanti hanno il codominio ridotto ad un solo elemento. Se S ha cardinalità finita n, le sue permutazioni sono n!, mentre le sue endofunzioni costanti sono n, in corrispondenza biunivoca con S stesso.

## Endofunzioni finite
Le endofunzioni finite, cioè quelle con dominio finito, si possono classificare abbastanza facilmente. Per questo è utile visualizzare una tale endofunzione f sull'insieme finito S con il digrafo monogeno equivalente, digrafo i cui nodi sono gli elementi di S e i cui archi sono le coppie {\displaystyle \langle q,f(q)\rangle }. Per la endofunzione f si possono individuare tutti i sottoinsiemi che sono trasformati dalla f in una parte di sé stessi e tra questi sottoinsiemi si possono distinguere i massimali; queste manovre si effettuano senza difficoltà servendosi degli archi opposti a quelli determinati dalla f.
Per ogni restrizione della f a un tale insieme Q, si individuano
- elementi di Q che vengono permutati ciclicamente in sé stessi (elementi periodici), il cui insieme scriviamo P;
- elementi di Q \ P, d chiamare non periodici, i quali applicando la f una o più volte sono trasformati in un elemento periodico.

Casi particolari dei sottodigrafi determinati dai sottoinsiemi Q sono i digrafi delle permutazioni cicliche di Q e i collassi su Q. Sottodigrafi più generali dei collassi sono le controarborescenze, digrafi che presentano vari cammini che si concludono in un unico nodo dotato di cappio, la controradice.
In generale su un sottoinsieme Q si ha un ciclo di uno o più nodi periodici e delle controarborescenze formate da nodi non periodici dai quali si può raggiungere uno dei nodi periodici di cui sopra.

## Involuzioni come endofunzioni
Casi particolari di endofunzioni sono le involuzioni, cioè le funzioni coincidenti con le proprie inverse; queste sono evidentemente funzioni biiettive. Il digrafo di una involuzione finita non può presentare nodi non periodici (che andrebbero contro la biunivocità) e può presentare solo cicli con uno o due nodi (altri cicli implicherebbero biiezioni diverse dalle rispettive inverse). I nodi dotati di un cappio sono i punti fissi dell'involuzione ossia gli elementi autoduali; i nodi costituenti cicli di due elementi costituiscono coppie di elementi duali.

## Altri esempi
Esempi di endofunzioni biiettive che non sono involuzioni sono le funzioni espresse da {\displaystyle x^{3}}, da {\displaystyle x^{2n+1}} per ogni {\displaystyle n} intero positivo e dal seno iperbolico {\displaystyle \sinh(x)}.